# Buenaventura de Bagnoregio
Juan de Fidanza (en italiano, Giovanni di Fidanza), también conocido como Buenaventura de Bagnoregio  (en italiano, Bonaventura di Bagnoregio) o san Buenaventura (Bagnoregio, 1217 o 1218-Lyon, 15 de julio de 1274) fue un místico, filósofo y teólogo franciscano, obispo de Albano y cardenal italiano que participó en la elección del papa Gregorio X.
Fue discípulo de Alejandro de Hales y llegó a ser General de la Orden franciscana. Fue canonizado por la Iglesia católica en 1482 y proclamado doctor de la Iglesia en 1588. Fray Luis de Granada lo consideró uno de los grandes maestros de la vida espiritual, y es conocido en la historia de la Iglesia como el «Doctor Seráfico».

## Biografía

### Formación y primeros años
Juan de Fidanza, que luego adoptó el nombre de Buenaventura, nació alrededor del año 1218. Algunos datan su nacimiento en este año y otros en 1221. La tradición dice que en su niñez había sido afectado por una grave enfermedad y ni siquiera su padre, que era médico, esperaba ya salvarlo de la muerte, pero su madre entonces recurrió a la intercesión de Francisco de Asís, que había sido canonizado hacía poco, y Buenaventura se curó. Entre 1236 y 1242, cursó Artes en París, consiguiendo en ellas el magisterio. En 1243, entró a la orden franciscana y allí cursó teología. En 1248, era bachiller bíblico y, para 1250, fue sentenciario, logrando finalmente en 1253 el título de maestro. Su tesis llevó por título Cuestiones sobre el conocimiento de Cristo.

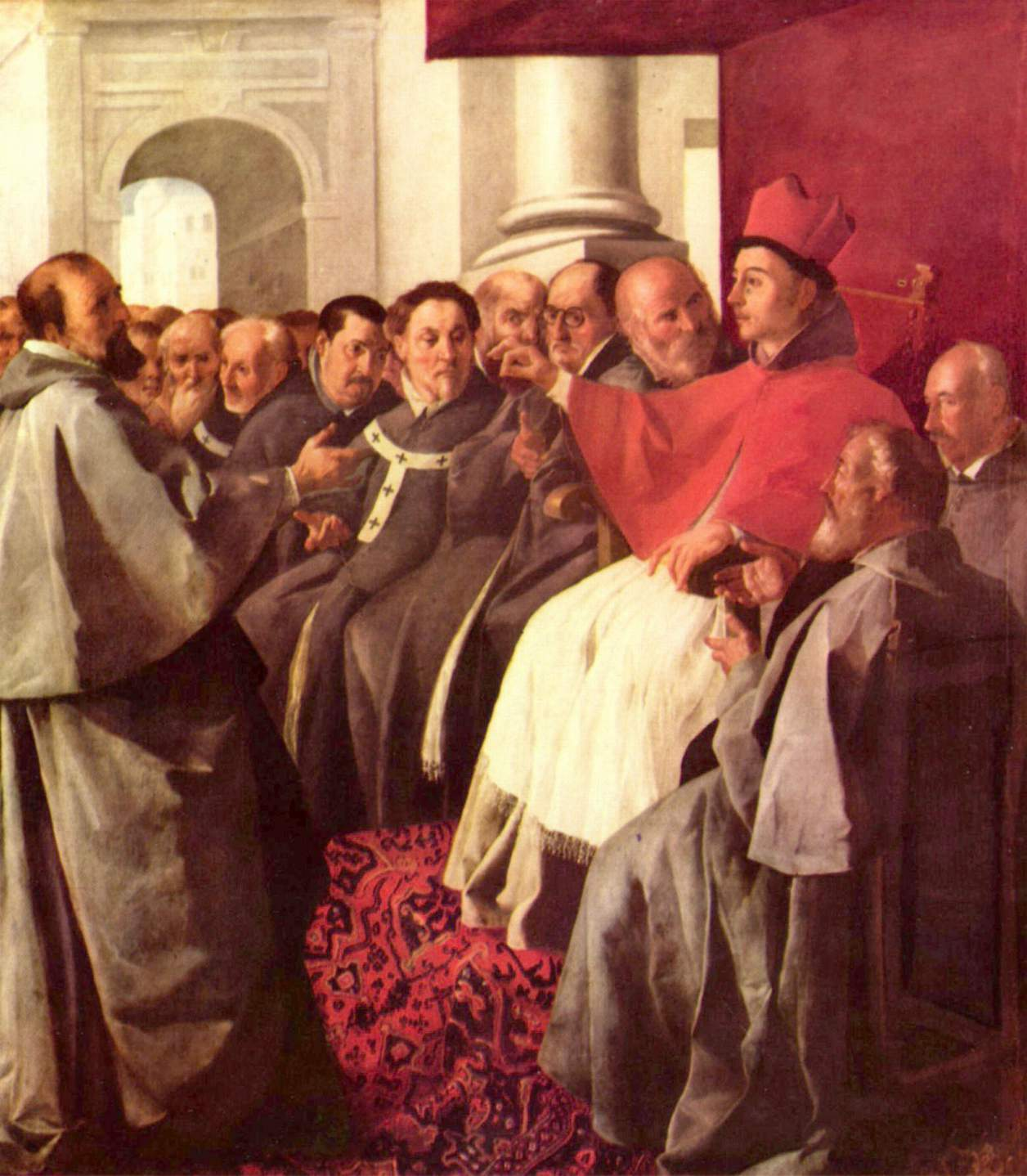
San Buenaventura en el concilio de Lyon (ca. 1640-1650), óleo sobre lienzo de Francisco de Zurbarán. Museo del Louvre.

### Universidad de París
La oposición de algunos de los profesores de la Universidad de París contra los franciscanos perturbaron la paz de los años que Buenaventura pasó en esa ciudad. El líder de los que se oponían a los franciscanos era Guillermo de Saint Amour, quien criticó a Buenaventura en una obra titulada Los peligros de los últimos tiempos. Este tuvo que suspender sus clases durante algún tiempo y contestó a los ataques con un tratado sobre la pobreza evangélica, con el título de Sobre la pobreza de Cristo. El Papa Alejandro IV nombró a una comisión de cardenales para que examinasen el asunto en Anagni, con el resultado de que fue quemado públicamente el libro de Guillermo de Saint Amour, fueron devueltas sus cátedras a los franciscanos y fue ordenado el silencio a sus enemigos. Un año más tarde, en 1257, Buenaventura y Tomás de Aquino recibieron juntos el título de doctores.

### Elección como superior general de los Franciscanos
En 1257, Buenaventura fue elegido superior general de los Frailes Menores. Cuando se le confió el cargo de superior general, pronunció estas palabras:

Conozco perfectamente mi incapacidad, pero también sé cuán duro es dar coces contra el aguijón. Así pues, a pesar de mi poca inteligencia, de mi falta de experiencia en los negocios y de la repugnancia que siento por el cargo, no quiero seguir opuesto al deseo de mi familia religiosa y a la orden del Sumo Pontífice, porque temo oponerme con ello a la voluntad de Dios. Por consiguiente, tomaré sobre mis débiles hombros esa carga pesada, demasiado pesada para mí. Confío en que el cielo me ayudará y cuento con la ayuda que todos vosotros podéis prestarme.

La orden estaba en ese momento desgarrada por una división con los franciscanos que se denominaban espirituales y los que se denominaban relajados. Los espirituales seguían las ideas del abad Joaquín de Fiore. Estos tenían una visión trinitaria de la historia. Sostenían que el Antiguo Testamento era parte de la era del Padre, que el Nuevo Testamento era parte de la era del Hijo y que en ese momento había llegado la era del Espíritu. Mientras que la era del Padre estaba marcada por la libertad positiva a costa de la libertad negativa y la era del Hijo por la libertad negativa a costa de la libertad positiva, la era del Espíritu traería la concurrencia de ambas en la libertad plena. Esta nueva era habría sido inaugurada por Francisco de Asís, que había llegado a la unión total con Dios en una nueva forma de monaquismo, distinta de las anteriores. Además, coincidiría con la aparición de un libro que exponía sus doctrinas y que fue falsamente atribuido al beato Juan de Parma, que era quien se había retirado del gobierno de la orden en favor de Buenaventura. Este se trataba del Evangelio eterno, predicho por el libro del Apocalipsis.
Los espirituales por eso predicaban una severidad inflexible de la regla original, mientras que los relajados pedían que se mitigase. Buenaventura, entonces y ante la amenaza de anarquía, se vio obligado a sostener que la historia es una y que Cristo es la última palabra de Dios. Sin embargo y ante la necesidad de reconocer en Francisco cierto devenir de la Iglesia, aceptó que existe el progreso. El nuevo monaquismo de Francisco no consiste en una ruptura con el viejo paradigma, sino en su propia extensión.
Escribió por eso una carta a todos los provinciales para exigirles la perfecta observancia de la regla original y la reforma de los relajados, pero sin caer en los excesos de los espirituales. Asimismo, en el primero de los cinco capítulos generales que presidió, presentó una serie de declaraciones de reglas. Las mismas fueron adoptadas y ejercieron gran influencia sobre la vida de la orden, pero no lograron aplacar a los espirituales.
A instancias de los miembros del capítulo, Buenaventura empezó a escribir la vida de Francisco de Asís. Tomás de Aquino, que fue a visitar un día a Buenaventura cuando este se ocupaba de escribir la biografía, le encontró en su celda sumido en la contemplación. En vez de interrumpirle, se retiró diciendo: «Dejemos a un santo trabajar por otro santo». Escribió primero La leyenda mayor y luego redactó de un modo más conciso y claro La leyenda menor. El término leyenda, en latín, no se refiere, como en español, al fruto de la fantasía, sino, al contrario, a aquel texto oficial que leer. Tras escribir su obra, titulada La leyenda mayor, mandó a quemar el resto de biografías que habían sido escritas antes. Por esto, su libro constituye la fuente de mayor importancia acerca de la vida de Francisco, aunque se manifiesta cierta tendencia a forzar la verdad histórica para emplearla como testimonio contra los que pedían la mitigación de la regla.

### La autoridad al servicio
La tradición cuenta que fue un día a visitar el convento Foligno y cierto fraile tenía muchas ganas de hablar con él, pero no se atrevió por timidez. No obstante, en cuanto Buenaventura partió, el fraile cayó en la cuenta de la oportunidad que había perdido, echó correr tras él y le rogó que le escuchase un instante. Él accedió y tuvo una larga conversación con él. Cuando terminaron y el fraile volvió al convento, Buenaventura observó ciertas muestras de impaciencia entre los miembros de su comitiva y dijo:

Hermanos míos, perdonadme, pero tenía que cumplir con mi deber, porque soy a la vez superior y siervo y ese frailecillo es, a la vez, mi hermano y mi amo. La regla nos dice:

«Los superiores deben recibir a los hermanos con caridad y bondad y portarse con ellos como si fuesen sus siervos, porque los superiores, son, en verdad, los siervos de todos los hermanos».

Así pues, como superior y siervo, estaba yo obligado a ponerme a la disposición de ese frailecillo, que es mi amo, y a tratar de ayudarle lo mejor posible en sus necesidades».

### Nombramiento como cardenal
Buenaventura gobernó la orden de san Francisco durante diecisiete años y, por esto, a veces se le llama el segundo fundador. En 1273, a la muerte de Godofredo de Ludham, el papa Clemente IV trató de nombrar a Buenaventura arzobispo de York, pero este consiguió disuadirle de ello. Sin embargo, al año siguiente, el beato Gregorio X le nombró cardenal y obispo de Albano, ordenándole aceptar el cargo por obediencia.
La tradición cuenta que, cuando fueron a su encuentro hasta cerca de Florencia, le hallaron en el convento franciscano de Mugello, lavando los platos. Como Buenaventura tenía las manos sucias, rogó a los legados que colgasen el capelo en la rama de un árbol y que se paseasen un poco por el huerto hasta que terminase su tarea. Solo entonces Buenaventura tomó el capelo y fue a presentar a los legados los honores debidos.
Gregorio X encomendó a Buenaventura la preparación de los temas que se iban a tratar en el Segundo Concilio ecuménico de Lyon, acerca de la unión con los griegos ortodoxos, pues el emperador Miguel Paleólogo había propuesto la unión a Clemente IV. Los más distinguidos teólogos de la Iglesia asistieron a dicho Concilio. Buenaventura fue, sin duda, el personaje más notable de la asamblea. Llegó a Lyon con el papa, varios meses antes de la apertura del Concilio. Entre la segunda y la tercera sesión reunió el capítulo general de su orden y renunció al cargo de superior general. Cuando llegaron los delegados griegos, encabezados por el patriarca de Constantinopla Juan XI Beco, inició las conversaciones con ellos y la unión con Roma se llevó a cabo.

### Muerte
Buenaventura murió durante las celebraciones, la noche del 14 al 15 de julio. Ello le impidió ver a Constantinopla rechazar la unión por la que tanto había trabajado. Fue proclamado doctor de la Iglesia en 1588 por Sixto V, mediante la bula Triumphantis Hierusalem.

## Obras
Se puede dividir la obra de Buenaventura en su periodo del magisterio y su periodo del generalato. Como cualquier maestro en Teología para acceder a la cátedra tuvo que hacer los Commentaria in IV libros Sententiarum; ya luego, obtenida la cátedra, las Quaestiones disputatae de perfectione evangelica, que recogen la posición de Buenaventura en la disputa contra G. S. Amour; las Quaestiones disputatae de mysterio Trinitatis y las Quaestiones disputatae de sciencia Christi, en que desarrolla el ejemplarismo y el iluminacionismo; y, finalmente, su Breviloquium. En su periodo del generalato, escribe la obra legislativa Constitutiones Narbonenses y los opúsculos espirituales De sex alisseraphim, Soliloquium, De triplici vía, De V festivitatibus pueri Iesu, Lignum vitae, Vitis mystica, Legenda maior et minor, en que ofrece una visión teológica de la vida de Francisco, intentando conciliar las diversas tendencias que dividían la Orden; el Itinerarium mentís in Deum', que, con De reductione artium ad theologiam y el Breviloquium, permite una visión sintética franciscana del saber y de la vida; la Apologia pauperum, fruto de las controversias sobre la vida evangélica con G. d'Abbeville y que ofrece una justificación teológica del estado religioso y franciscano; las Collationes de decem praeceptis y las Collationes de septem Donis Spiritus Sancti, que pertenecen a la controversia sobre el aristotelismo; y, por último, las Collationes in Hexaemeron.
Buenaventura predicaba con gran entusiasmo y casi quinientos de sus sermones se han conservado, la mayor parte de ellos anotados por sus oyentes. Entre ellos, destaca el Unus Magister vester, Christus.

### Fuentes

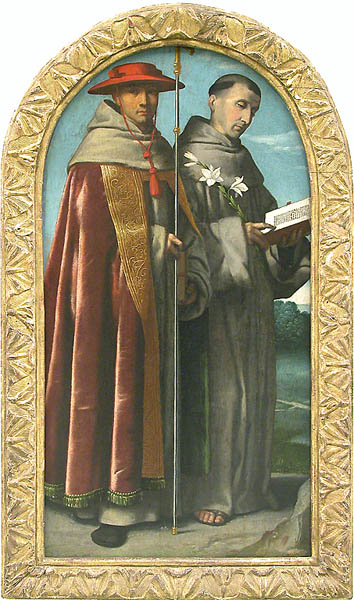
Los santos Buenaventura y Antonio, óleo sobre tabla del Moretto que se conserva en el Museo del Louvre. Esta obra formó parte en su origen del Políptico de la Asunción (Polittico dell'Assunta), hoy desmembrado, y representa a Buenaventura y Antonio de Padua como dos figuras señeras de la espiritualidad franciscana.

## Doctrina

### Características generales
Van Steenberghen y Alszeghy definen la obra de Buenaventura como un aristotelismo neoplatonizante. El primero piensa que el eclecticismo no ha sido conseguido, mientras que el segundo piensa que la síntesis sí que fue lograda. Gilson, Roberts, Brounts y Tavard la juzgan un agustinismo, y Veuthey, un agustinismo neoplatonizante.
Buenaventura sostiene que la mente debe ser continuamente purificada, iluminada y unida con Dios. Esta unión se logra gracias al Espíritu Santo. Cuando la mente recibe su don de la sabiduría, se une con Dios y se provoca el éxtasis. No obstante y si bien es un don infuso, la mente tiene que irse preparando para esta unión mediante la purificación y la iluminación. La purificación consiste en una imitación asimilativa de Cristo y un continuo deseo amoroso de Dios. La iluminación se compone de tres caminos. Primero, contemplar el mundo exterior, las criaturas corporales, como sombras y vestigios de Dios. Segundo, contemplar el mundo interior inferior, las criaturas espirituales, como imágenes y semejanzas de Dios. Y tercero, contemplar el mundo interior superior, Dios mismo, especulando acerca de su unidad en el atributo del ser y acerca de su trinidad en el atributo del bien. Tras estas elevaciones, la mente puede unirse con Dios y se llega a un punto en que ya no se puede ver con la razón, sino que solo se puede ver con el amor.
Para Buenaventura, la eterna bienaventuranza consiste formalmente en un acto de posesión por amor. La gracia santificante es un don sobrenatural infuso, atribuido al Espíritu Santo, que informa la sustancia de la mente principalmente según el entendimiento y la voluntad. Las virtudes son efectos separables de la gracia y tienen por función dirigir a la mente hacia el bien, los dones la vuelven pronta para la actividad sobrenatural y las bienaventuranzas la consuman en la perfección. Las virtudes purifican, los dones iluminan, las bienaventuranzas perfeccionan. Las virtudes son necesarias para la salvación, mientras los dones y las bienaventuranzas lo son para la perfección que se consuma en el éxtasis.

### Relación entre fe, teología y filosofía
Para Buenaventura, la teología y la filosofía son ciencias. La fe se diferencia de la ciencia en que, en la primera, la causa eficiente solamente es Dios, mientras que, en la segunda, hay una concurrencia entre Dios y la mente humana, que actúan ambas como causas eficientes. Por eso, mientras que la fe es certera, la ciencia es deficiente.
Las ciencias filosóficas se dividen en teóricas y prácticas, según su causa final sea conocer o actuar, respectivamente. La teología, sin embargo, no puede ser abordada desde una actitud puramente teórica ni meramente práctica, sino que se tiene que abrazar ambos aspectos en una unión que Buenaventura denomina sapiencial. Sí que, no obstante y mientras que Tomás de Aquino da un papel preferencial a conocer la verdad, Buenaventura da cierta primacía al bien. La teología, pues, busca el desarrollo moral de uno mismo y la transmisión de esa moralidad. Intenta convertir a los enemigos de fe, fortalecer a aquellos cuya fe es débil y deleitar a aquellos cuya fe es plena. La causa formal de una ciencia consiste en su método de proceder. Como la teología busca promover la fe, tiene que proceder por la técnica de la argumentación.
Finalmente, la causa material de una ciencia consiste en su objeto de estudio. Sin embargo, esto se dice de tres sentidos. La gramática, por ejemplo, tiene como objeto de estudio las letras, que consisten en su principio raíz, la oración adecuada y completa, que consiste en su todo integral, y el sonido articulado y ordenado que tenga un determinado significado, que consiste en su todo universal. La teología, entonces, estudia a Dios como principio raíz, a Cristo y a la Iglesia como todo integral y al objeto de creencia como todo universal. La teología tiene por objeto todas aquellas realidades y pensamientos acerca de los que se pueda tener fe religiosa.
Por esto, la teología se diferencia de las Escrituras, que ofrecen las verdades acerca de las que se puede tener fe y que son estudiadas por la teología, así como de la fe misma, que se predica de las verdades estudiadas por la teología.

### Hilemorfismo universal
Es evidente, para la filosofía escolástica, que hay dos principios distintos, el cuerpo y el espíritu. Esto se debe a que el humano puede realizar operaciones, como pensar y desear, que no dependen del cuerpo, por lo que tiene que haber un principio que lo trascienda. Además, es evidente que, así como existen criaturas puramente corporales y criaturas híbridas, con cuerpo y espíritu, es probable que existan criaturas puramente espirituales. Se establece, asimismo, una jerarquía de entes, ya que lo corporal es extenso, divisible, compuesto e imperfecto, mientras que lo espiritual es inextenso, indivisible, simple y perfecto. 
Buenaventura defiende el hilemorfismo universal. El hilemorfismo es la postura de que, al menos en las criaturas corporales, se tiene que dar composición de materia y forma. Ahora bien, el hilemorfismo universal sostiene que no solo se da tal composición en las criaturas corporales, sino también en las criaturas espirituales. Las criaturas corporales tienen materia corporal, extensa, y divisible, mientras que las criaturas espirituales tienen materia espiritual, inextensa e indivisible. La simplicidad de las criaturas espirituales consiste, pues, no en la ausencia de partes constitutivas, sino en la ausencia de partes cuantitativas.
Buenaventura da cuatro argumentos en favor de esto. Primero, las criaturas espirituales cambian, pero solo cambia lo material. Segundo, las criaturas espirituales tienen accidentes, pero solo tiene accidentes lo material. Tercero, las criaturas espirituales hacen acciones y padecen pasiones, pero la acción y la pasión precisan de principios distintos. Cuarto, las criaturas espirituales son individuales, pero el principio de individuación es la materia. Tomás de Aquino había respondido a las tres primeras objeciones afirmando que las criaturas espirituales no cambiaban, tenían accidentes o padecían pasiones del mismo modo que las criaturas corporales, por lo que no era necesario explicar estas condiciones mediante la composición de materia y forma, sino que era posible explicarlas mediante la composición de esencia, aquello que la sustancia es, y ser, aquello que hace que la sustancia sea. Con respecto a la cuarta objeción, otros, como Averroes, afirmaban que todas las personas compartían una mente común. Tomás de Aquino sostenía una posición más moderada y argumentaba que las mentes eran individuales, porque, aunque podían prescindir accidentalmente del cuerpo, su unión con este les correspondía sustancialmente. Acerca de los ángeles, en cambio, se afirmaba que la multitud de los ángeles se debía a la multitud de especies.
Para Buenaventura, entonces, la persona es la composición de dos sustancias, cuerpo y mente, ambas compuestas de materia y forma, entendiendo la mente no como el acto del cuerpo, sino como el motor de este. En este sentido, es similar a la postura sostenida por Platón. Tomás de Aquino planteaba como objeción que, si ambos, el cuerpo y la mente, estaban compuestos de materia y forma, eso negaría la individualidad de la persona. No obstante, Buenaventura respondía que el principio de individuación es la materia solo cuando la materia agota todo el apetito de la forma y la forma todo el apetito de la materia. La mente y el cuerpo en la persona conforman una unidad por su apetito a la unión.
Para Averroes, el intelecto agente y el intelecto paciente eran dos sustancias distintas y separadas. Sin embargo, para Buenaventura, se trata de dos facultades esenciales de la mente. Por lo tanto, a diferencia de sus contemporáneos, que frecuentemente pensaban que Dios iluminaba actuando como intelecto agente sobre el intelecto paciente de las criaturas espirituales, Buenaventura asigna a cada criatura espiritual su propio intelecto agente. También insiste en que el intelecto paciente siempre permanece como recipiente de las especies inteligibles, sean aprehendidas o abstraídas. En consecuencia, no es posible que haya intelección alguna sin intelecto paciente. El intelecto agente es producto de la forma y el intelecto paciente es producto de la materia y, como Buenaventura sostiene que incluso las criaturas puramente espirituales e incorpóreas tiene materia, se ve obligado a admitir que estas también tienen intelecto paciente.

### Creación del mundo
Buenaventura sostiene que Dios creó al mundo como causa eficiente, ejemplar y final. Ahora bien, mientras que Tomás de Aquino sostiene que esta creación no es temporal, sino óntica, por lo que se puede dar tanto con un universo finito como con uno infinito, Buenaventura, en cambio, piensa que esa postura es una contradicción, por lo que, para afirmar que el mundo fue creado, también tiene que demostrar que no puede ser eterno.
Contra la eternidad del mundo, ofrece cuatro argumentos. Primero, que la eternidad del mundo contradiría dos principios filosóficos fundamentales: por un lado, que nada se le puede añadir al infinito y, por el otro, que nada puede rebasar al infinito. Habría pasado pues una cantidad infinita de días hasta el presente y, sin embargo, se le añadiría un día más, rebasando la susodicha cantidad. Segundo que, si el mundo fuera eterno, habría una sucesión infinita de causas eficientes. Tercero que, si el mundo fuera eterno, los entes puramente espirituales, como los ángeles, conocerían infinitas cosas singulares. Cuarto, si el mundo fuera eterno, habría una cantidad infinita de mentes.
Con respecto a estas cuestiones, Tomás de Aquino había expresado su opinión. Primero, que el infinito temporal no sería actual, sino potencial, porque, tomado un día cualquiera en el pasado, no habría transcurrido una cantidad infinita e insuperable de días, sino una cantidad finita, susceptible a la adición y a la que se puede superar. El tiempo sería infinito e insuperable ex parte ante, pero no lo sería ex parte post. Segundo, que las infinitas causas eficientes no serían causas esenciales, sino causas accidentales. Las causas esenciales no pueden ser infinitas, aunque conformen un infinito meramente potencial, por su carácter puramente instrumental. Sin embargo, mientras que las causas accidentales no conformen un infinito actual y simultáneo, no hay nada que impida su infinitud. Tercero, que las criaturas puramente espirituales no tienen que conocen necesariamente mediante composición de lo particular, sino que pueden conocer lo particular mediante lo universal. Esto, además, permite atribuir un conocimiento más simple a los entes que son por definición más simples. Cuarto, que quienes defienden la eternidad del mundo no defienden la eternidad de los hombres, sino que defienden la eternidad de otras criaturas.
Con respecto a la creación, Buenaventura entonces defiende que Dios informa a la materia prima. Esto, sin embargo, no tiene que ser entendido como si la materia prima realmente existiera en el tiempo. La materia prima, como carece de forma, no existe ni puede existir. Se trata de un principio meramente constitutivo y potencial de las criaturas, concomitante con la misma creación.
Roberto Grosseteste encontraba, no obstante, un problema. Tanto las formas como la materia prima son principios inextensos, pero de ellos tiene que llegarse a la extensión. Para explicarlo, usaba la transmisión de la luz como metáfora de esa transmisión de actualidad. Dios y la materia prima son principios inextensos, pero, así como la luz, que es inextensa, se difunde en extensión, así sucede también con la formas que Dios imprime a la materia prima. Para este pensador, se trataba claramente de una metáfora, ya que las cosas no pueden tener varias formas sustanciales, pero Buenaventura se permite tomarlo con literalidad, ya que su visión metafísica no le impide aceptar que la materia tenga varias formas sustanciales. Por eso, para Buenaventura, la primera forma que Dios le imprime es la luz, que se replica en el espacio, otorgándole extensión y visibilidad.
Asimismo, Buenaventura sigue a Agustín de Hipona y a los estoicos y explica que la transición en el orden de la historia natural desde cuerpos que son simplemente tales, extensos y dotados con la capacidad de interactuar entre sí, hasta los complejos cuerpos de las plantas y los animales es explicada, en parte, mediante la influencia de los cuerpos celestes en los cuerpos terrestres y, en parte, mediante razones seminales. La materia tiene estructuras latentes que simplemente aguardan las circunstancias y condiciones correctas para emerger. Las mismas fueron sembradas en las criaturas durante su creación. Es mediante estas razones que Dios no solo intervino al comienzo de la creación, sino que interviene constantemente a lo largo de su desarrollo.
Buenaventura sostiene también el voluntarismo afectivo.

### Conocimiento de Dios

#### Mediante las criaturas corporales
La verdad siempre implica una comparación. La verdad epistémica es la indivisión entre el ente conocido y el conocimiento del mismo, y la verdad óntica consiste en la indivisión entre el acto y la potencia. Todas las criaturas son ónticamente verdaderas en la medida en que actualicen las perfecciones potenciales de su naturaleza y son ónticamente falsas en la medida en que fallen en hacerlo. Mientras más cumplan con su naturaleza, más verdaderas son. En las criaturas, hay mezcla de verdad con falsedad, de indivisión con diferencia entre el acto y la potencia. Las criaturas son actualizaciones parciales de la verdad. Esto se debe a que las criaturas son compuestos de materia y forma, de existencia y ser. La materia le añade existencia a la forma y la forma le añade acto de ser a la materia. Todas las criaturas son ónticamente verdaderas en que las potencias de su existencia, dadas por la materia, sean realizadas mediante la perfección de su ser, dado por la forma.
Ahora bien, si las criaturas son instancias parciales de la verdad, para Buenaventura, tienen que tener la verdad por participación. Esto significa que tiene que existir necesariamente una causa ejemplar que tenga la verdad por esencia. La participación, en principio, puede describir relaciones entre criaturas. Una pintura, por ejemplo, puede tener las características de una casa, pero, como las tiene de manera imperfecta, le tienen que haber sido participadas por otro, el artesano. El artesano tiene en su mente las características de una casa y se las participa a la pintura mediante sus técnicas. Ahora bien, si la realización incompleta e intrínsecamente imperfecta de atributos categóricos implica que tales atributos deban existir en otra criatura esencialmente, entonces, los atributos trascendentes deben comportarse del mismo modo. La causa ejemplar de la verdad óntica en las criaturas tiene que ser por lo tanto Dios, que realiza perfectamente su propia esencia y es entonces esencialmente verdadero.
Para Buenaventura, los rasgos de las criaturas corporales, como el peso, el número, la medida, la mesura, la belleza, el orden, el origen, el tamaño, la completitud y la función, todas estas características, reflejan las propiedades esenciales de Dios, el poder, la sabiduría y el bien.

#### Mediante las criaturas espirituales
Buenaventura sigue a Agustín de Hipona y sostiene el iluminacionismo. El iluminacionismo de Buenaventura se trata de una postura moderada, intermedia entre el iluminacionismo platónico y el iluminacionismo musulmán. El primero sostiene que, para conocer al mundo, solamente es necesario conocer a Dios y el segundo sostiene que se puede conocer al mundo con completa independencia de Dios. Para Buenaventura, en cambio, la mente es el principio de conocimiento y juicio y se intuye a sí misma como agente de intelecto y voluntad. Sin embargo, las razones eternas de Dios también influyen en el intelecto y la voluntad como coprincipios que son cointuidos por la mente.
Las causa material del conocimiento es el intelecto paciente, su causa formal es la especie que se conoce y su causa final es la verdad epistémica. Sin embargo, es precisa la concurrencia de dos causas eficientes, por un lado, la causa creada, el intelecto agente, y, por el otro, la causa eterna, Dios. El conocimiento cierto, pues, precisa de la verdad divina, que da inmutabilidad al objeto del conocimiento, y de luz divina, que da infalibilidad al sujeto que conoce, así que la certeza del conocimiento tiene que ser producida por la causa eterna. Ahora bien, el resto de las características del conocimiento, tales como la abstracción, la universalidad y la correspondencia, tienen que ser producto de la causa creada.
Si se comienza con una aprehensión simple, básica e inmediata, se encuentra que el objeto de dicha aprehensión es susceptible de definición. La definición precisa de un género y una diferencia específica. El término genérico conlleva además a otro objeto de aprehensión simple, usualmente susceptible de definición. Si se va definiendo los géneros de las definiciones que se van obteniendo, se llega eventualmente a un género indefinible, una categoría. Las categorías no son susceptibles de definición, pero sí admiten descripción. Si se trata de un accidente, es un ente que es en otro y, si se trata de una sustancia, es un ente que es en sí. Todos los objetos de aprehensión simple se resuelven en el concepto del ser.
Para Buenaventura, dicha resolución es crucial, ya que implica que incluso la concepción más específica y determinada subyace en la conciencia del ser, que informa todo nuestro conocimiento. En adición, se está concomitantemente consciente de las propiedades trascendentales del ser. Estas son coextensivas o disyuntivas. La unidad, la verdad y el bien se dicen del ser de manera coextensiva. Todo, en cuanto es, es uno, es verdadero y es bueno. Sin embargo, el ser también puede ser concebido como actual o potencial, absoluto o dependiente, anterior o posterior, inmutable o mutable. No obstante, para concebir el ser como potencial, dependiente, posterior o mutable, se precisa haber sido informado con el ser como actual, absoluto, anterior e inmutable. Las privaciones y los defectos solo pueden ser conocidos mediante las características positivas. El intelecto no puede comprender completamente ninguna de los entes potenciales, dependientes, compuestos y finitos a menos que comprenda el ser actual, absoluto, simple y eterno. En efecto, no podría saber que nada es defectuoso, impuro e incompleto a menos que tuviera cierta conciencia del ser completo, puro y sin defectos.

#### Mediante la naturaleza de Dios
Buenaventura sigue a Anselmo y sostiene el intelecto nunca es deficiente en saber acerca de Dios si este en definitiva es, así que nadie puede ignorar la existencia de Dios ni tampoco negarla. El problema, sin embargo, es que sí que se puede tener un conocimiento deficiente acerca de la naturaleza de Dios y una definición inadecuada puede conllevar, mediante la inferencia lógica, a la conclusión de que Dios no existe en primer lugar. No obstante, si todos conocieran perfectamente la naturaleza de Dios, no habría nadie que pudiera descreer de su existencia. El conocimiento acerca de la existencia de Dios es similar al conocimiento de axiomas porque ambos son reconocidos por todo el mundo, solo que, cuando se dice que el todo es más grande que la parte, ya se está familiarizado con los términos involucrados y se tiene certeza del valor de la proposición, mientras que la existencia de Dios deja lugar a cierta incertidumbre por la carencia de una definición única acerca de su naturaleza.
Buenaventura entonces sostiene que la naturaleza de Dios implica su existencia y que la proposición de que Dios existe es por lo tanto una tautología. Decir que Dios existe es como decir que Dios es Dios o que lo que es es. El predicado, que Dios existe, ya se encuentra implícito en el sujeto. Asimismo, negar la existencia de Dios es afirmar una contradicción, como que Dios no es Dios o que lo que es no es. De este modo, si se imagina a un Dios que no existe, no se está imaginando realmente a un Dios, porque el que sea Dios implica la imposibilidad de que no exista. Para defender esta postura, ofrece tres adaptaciones del argumento de Anselmo.
La primera de ellas se centra en la verdad. Como se ha dicho, la verdad ontológica consiste en la indivisión entre el acto y la potencia. Un ser que tuviera la plenitud de la verdad no podría entonces no existir, porque, si no existiera, llevaría en sí mismo cierta potencia que no estaría actualizada, la de existir, y no tendría la plenitud de la verdad. Por lo tanto, existe un ser que tiene la plenitud de la verdad y ese es el ser al que Buenaventura llama Dios.
La segunda de ellas se centra en el bien. Los seres son mejores o peores según sean más o menos completos. Un ser que tuviera la plenitud del bien no podría por lo tanto no existir, ya que, si no existiera, no estaría plenamente completo y no tendría la plenitud del bien. Por eso, existe un ser que tiene la plenitud del bien y ese es el ser al que Buenaventura llama Dios.
La última de ellas se centra en el ser mismo. La nada carece por completo del ser y sus atributos, por lo que no sería posible que la nada existiera, porque, si lo hiciera, tendría ser y por lo tanto no sería la nada. Del mismo modo, el ser que tuviera la plenitud del ser carecería por completo de no ser y por lo tanto no podría no existir, porque, de otra forma, tendría no ser y no tendría la plenitud del ser. Por eso, existe un ser que tiene la plenitud del ser y ese es el ser al que Buenaventura llama Dios.

### Cristología
No obstante que Buenaventura admita la predestinación de Cristo como dependiente del pecado, Cristo ocupa un papel de mediación suprema. Como Hijo es medio y lazo de unión entre el Padre y el Espíritu Santo. Como Verbo media entre Dios y las criaturas. Primero, como causa ejemplar; segundo, como redentor, porque ha muerto por los pecados de las criaturas; y, tercero, como santificador, porque envía al Espíritu Santo. Junto a Cristo se coloca la Virgen, cuya concepción inmaculada no admite, pero cuya asunción, realeza, mediación universal y cooperación meritoria en la obra de la redención enseña explícitamente.

## Patronazgos
Buenaventura es patrono de diversos lugares. En España es patrón de la localidad de Alcudia de Guadix (Granada), de la isla de Fuerteventura, de Betancuria, una de las localidades de esa isla, de Moraleja, y de Pedreguer, Alicante. En Bolivia, es patrono del poblado de San Buenaventura, ubicado en la zona tropical del departamento de La Paz, donde residen los 'cambas paceños'. En Ecuador es patrono del cantón Pujili, provincia de Cotopaxi. En Colombia es patrono de la ciudad de Buenaventura. En México, es patrono de la ciudad de San Buenaventura en el estado de Coahuila, de igual forma se le confirió el patronazgo de la comunidad de Huacao. 
De la ciudad de Turrialba en Costa Rica. 
Además, es patrono de la Facultad de Matemáticas de la Pontificia Universidad Católica de Chile. También en Paraguay, es patrono en el Municipio de Yaguarón; donde las festividades se llevan a caba desde la semana anterior al 15 de julio y culminan este mismo día.